# Lionel Fanthorpe

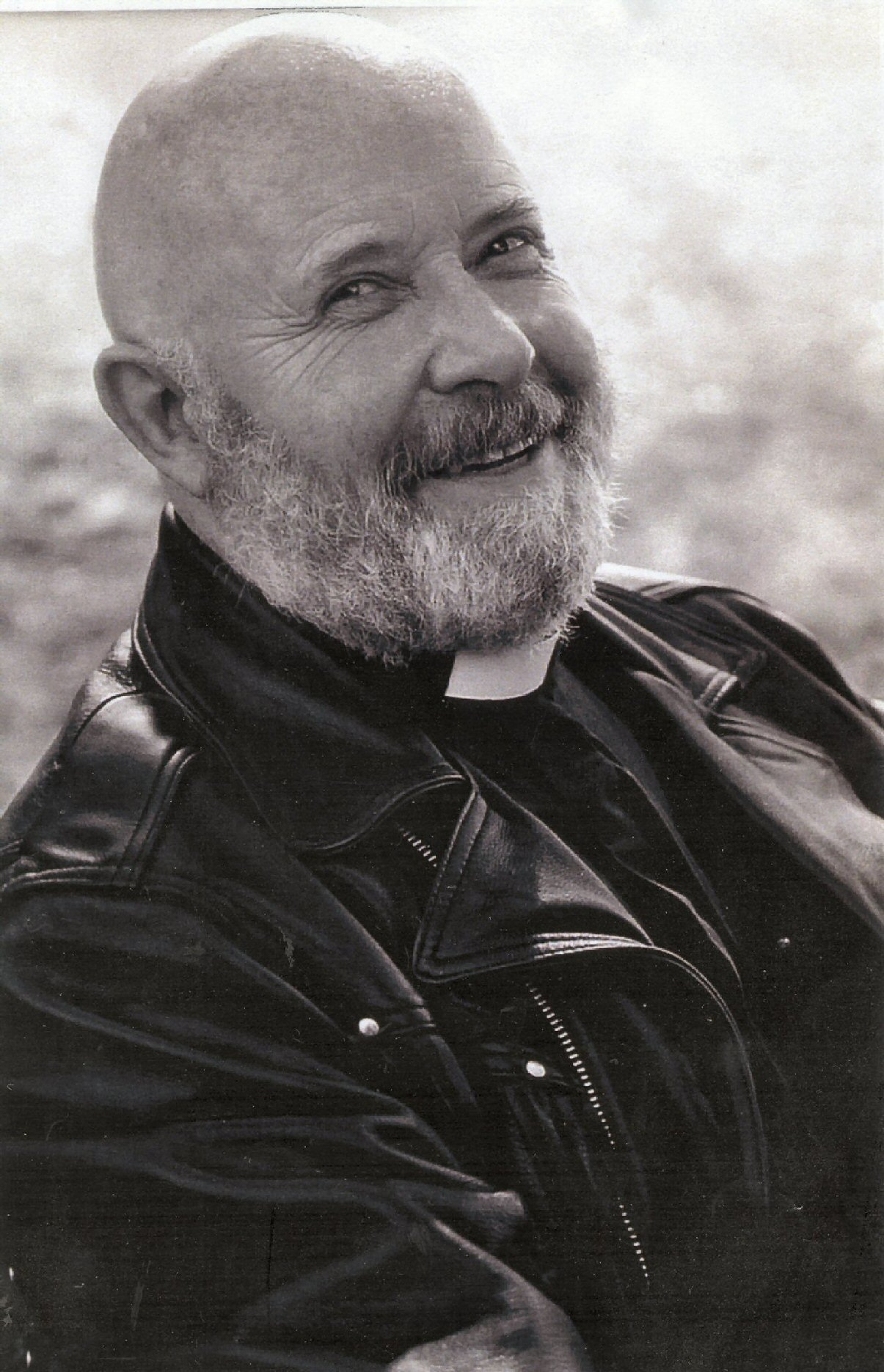
R. Lionel Fanthorpe

Robert Lionel Fanthorpe (geboren am 9. Februar 1935 in Dereham, Norfolk) ist ein britischer Schriftsteller, Fernsehmoderator und Lehrer. Bekannt ist er vor allem als zeitweilig produktivster Autor im Bereich der Science-Fiction, Fantasy und Horrorliteratur.

## Leben
Lionel Fanthorpes Eltern waren der Ladenbesitzer und die Lehrerin Greta Christine, geborene Garbutt.
Von 1958 bis 1962 war er Lehrer an der Dereham Secondary Modern School, studierte dann von 1961 bis 1963 Pädagogik und Theologie am Keswick College in Norwich, und war anschließend erneut bis 1967 Lehrer in Dereham, danach diente er in der britischen Armee und war Tutor am Gamlingay Village College in Gamlingay, Cambridgeshire, und von 1969 bis 1972 Kursleiter bei der Phoenix Timber Company in Rainham. Von 1972 bis 1979 war er Schulleiter an der Hellesdon High School in Norfolk. 1974 erwarb er an der Open University den Bachelor.
Anfang der 1950er Jahre begann Fanthorpe Kurzgeschichten zu schreiben, die in verschiedenen Magazinen des Verlags John Spencer & Co. wie Futuristic Science Stories und Worlds of Fantasy erschienen.
Ab 1954 erschienen dann Romane Fanthorpes vor allem in der Reihe der Badger Books des gleichen Verlags. In dem guten Jahrzehnt zwischen 1954 und 1967 entfaltete Fanthorpe eine erstaunliche Produktivität. Unter verschiedenen Pseudonymen, teils persönlichen, teils Verlagspseudonymen wie Victor La Salle, John E. Muller and Karl Zeigfreid, verfasste Fanthorpe einen Großteil der in den Badger Books erschienen Supernatural tales und Science Fiction, insgesamt weit über 100 Romane und zahllose Kurzgeschichten.
Zeitweise erschien alle 12 Tage ein 45.000 Worte umfassender, mit £22.50 pauschal honorierter Roman, wobei Fanthorpe seine Texte auf Band diktierte und sie dann von Freunden und Angehörigen transkribieren ließ, nach einer schnellen Korrektur ging der Text dann an den Verlag. Die Produktionsmethode bedingte häufige Flüchtigkeitsfehler, Inkonsistenzen und Plotlücken, außerdem kam es öfter zu einem abrupten Schluss der Geschichte, da er beim Diktieren keinen genauen Überblick über den Umfang des produzierten Textes hatte.
Trotz solcher Mängel wird zugestanden, dass seine Produkte den Vergleich mit den Werken anderer Vielschreiber oft nicht zu scheuen brauchen. Insbesondere einige Erzählungen aus der Serie um Val Stearman, einen Abenteurer im Stil von Bulldog Drummond, und die geheimnisvolle Unsterbliche La Noire gelten als Höhepunkte von Fanthorpes Schaffen.
Zur großen Zahl von verwendeten Pseudonymen trug auch bei, dass in der Reihe der Badger Books öfters sogenannte Magazin-Bände erschienen, also Sammlungen von Erzählungen vorgeblich verschiedener Autoren. Tatsächlich stammten dann die Erzählungen eines solchen Bandes sämtlich oder überwiegend von Fanthorpe unter verschiedenen Pseudonymen.
1957 heiratete er Patricia Alice Tooke, mit der er zwei Töchter hat (geboren 1964 und 1966).
Zusammen mit seiner Frau veröffentlichte er ab Anfang der 1980er Jahre eine Reihe von Sachbüchern über Geschichtsrätsel, zum Beispiel zur Templerlegende und zu Rennes-le-Château, sowie zu Themen der Anomalistik und Kryptozoologie. Als Fachmann für solche Themen erschien er mehrfach im Fernsehen, insbesondere als Moderator und Autor in den britischen Fernsehserien Fortean TV (1997) und Forbidden History (2013–2016).

## Bibliographie
Wenn nicht anders vermerkt, erschienen die deutschen Übersetzungen in der Heftroman-Reihe der Utopia Zukunftsromane
Val Stearman-Serie (als Bron Fane)
- The Seance (1958)
- The Secret Room (1958)
- Night of the Ghoul (1958)
- Valley of the Vampire (1958)
- The Silent Stranger (1959)
- The Other Line (1959)
- The Green Cloud (1959)
- Pursuit (1959)
- Jungle of Death (1959)
- The Loch Ness Terror (1960)
- The Crawling Fiend (1960)
- Curtain Up (1960)
- The Secret of the Lake (1960)
- The Deathless Wings (1961)
- The Green Sarcophagus (1961)
- Black Abyss (1961)
- Forbidden City (1961)
- The Secret of the Pyramid (1961)
- Something at the Door (1961)
- The Intruders (1962)
- Forbidden Island (1962)
- The Mountain Thing (1962)
- Vengeance of the Poltergeist (1962)
- The Persian Cavern (1962)
- Chasm of Time (1962)
- Return Ticket (1963)
- Somewhere Out There (1963)
- The Thing From Sheol (1963)
- The Room That Never Was (1963)
- Softly by Moonlight (1963)
- Nemesis (1964)
- Suspension (1964)
- Unknown Destiny (1964)
- The Macabre Ones (1964)
  - Deutsch: Dunkle Mächte. 1973.
- U.F.O. 517 (1965)
- Repeat Programme (1966)
- The Resurrected Enemy (1966)

Romane
- Menace from Mercury (1954, als Victor La Salle)
  - Deutsch: Die Letzten auf Merkur. 1960.
- The Waiting World (1958)
  - Deutsch: Dorora, das Marsungeheuer. 1965.
- Alien from the Stars (1959)
- Dawn of the Mutants (1959, als Lionel Roberts)
- Destination Moon (1959, als L. P. Kenton)
  - Deutsch: Spinne 4 tötet den Grünen. 1961.
- Fiends (1959)
- Hyperspace (1959)
  - Deutsch: Das schwarze Ungeheuer. 1964.
- Space-Borne (1959)
- Time-Echo (1959, als Lionel Roberts, auch als Robert Lionel, 1964)
- Asteroid Man (1960)
  - Deutsch: Der Herr des Asteroiden. Moewig (Terra #223), 1962.
- Cyclops in the Sky (1960, als Lionel Roberts)
- Doomed World (1960)
  - Deutsch: Welt des Verderbens. Zimmermann (Balowa Bestseller des Kosmos #332), 1962.
- Exit Humanity (1960, als Leo Brett)
  - Deutsch: Der Weg zur Vernichtung. 1962.
- Faceless Planet (1960, als Leo Brett)
- Frozen Planet (1960, als Pel Torro)
  - Deutsch: Der Sucher. 1962.
- Hand of Doom (1960)
- Juggernaut (1960, als Bron Fane, auch als Blue Juggernaut, 1965)
  - Deutsch: Das blaue Monster. Pabel (Utopia Grossband #182), 1962.
- Last Man on Earth (1960, als Bron Fane)
- Lightning World (1960, als Trebor Thorpe)
- Satellite (1960)
- The Face of X (1960, als Lionel Roberts, auch als Robert Lionel, 1965)
  - Deutsch: Qualta weckt Tote. 1963.
- The In-World (1960, als Lionel Roberts)
- The Microscopic Ones (1960, als Leo Brett)
- World of the Gods (1960, als Pel Torro)
- Five Faces of Fear (1960, als Trebor Thorpe)
- Out of the Darkness (1960)
- A 1000 Years On (1961, als John E. Muller)
- Crimson Planet (1961, mit Patricia Fanthorpe als by John E. Muller)
- Flame Mass (1961)
- Forbidden Planet (1961, als John E. Muller)
- March of the Robots (1961, als Leo Brett)
- Mind Force (1961, als Leo Brett)
- Rodent Mutation (1961, als Bron Fane)
- The Mind Makers (1961, als John E. Muller)
- The Synthetic Ones (1961, als Lionel Roberts)
- The Ultimate Man (1961, als John E. Muller)
- The Uninvited (1961, als John E. Muller)
- The Venus Venture (1961, als John E. Muller, auch als Marston Johns, 1965)
- The Last Valkyrie (1961, als Lionel Roberts)
- Black Infinity (1961, als Leo Brett)
- Flame Goddess (1961, als Lionel Roberts)
- The Phantom Ones (1961, als Pel Torro)
- The Golden Chalice (1961)
- Android (1962, als Karl Zeigfreid)
  - Deutsch: Gift säte Hass. 1963.
- Atomic Nemesis (1962, als Karl Zeigfreid)
  - Deutsch: Das Atom-Gespenst. 1964.
- Beyond Time (1962, als John E. Muller, auch als Marston Johns, 1966)
- Infinity Machine (1962, als John E. Muller)
  - Deutsch: Geborgen in Stahl. 1963.
- Micro Infinity (1962, als John E. Muller)
  - Deutsch: Die Mikro-Waffe. 1963.
- Orbit One (1962, als John E. Muller, auch als Mel Jay)
- Perilous Galaxy (1962, als John E. Muller)
  - Deutsch: Gefahr aus der Galaxis. Zauberkreis Science Fiction #175, 1976.
- Space Fury (1962)
- The Day the World Died (1962, als John E. Muller)
- The Man Who Conquered Time (1962, als John E. Muller)
- The X-Machine (1962, als John E. Muller)
- Uranium 235 (1962, als John E. Muller)
- Walk Through Tomorrow (1962, als Karl Zeigfreid)
  - Deutsch: Weg ins Morgen. 1964.
- Zero Minus X (1962, als Karl Zeigfreid)
- Return of Zeus (1962, als John E. Muller)
- Nightmare (1962, als Leo Brett)
- The Eye of Karnak (1962, als John E. Muller)
- Face in the Night (1962, als Leo Brett)
- Vengeance of Siva (1962, als John E. Muller)
- The Immortals (1962, als Leo Brett)
- Gods of Darkness (1962, als Karl Zeigfreid)
- Legion of the Lost (1962, als Pel Torro)
- Escape to Infinity (1963, als Karl Zeigfreid)
- Formula 29X (1963, als Pel Torro, auch als Beyond the Barrier of Space, 1968)
- Galaxy 666 (1963, als Pel Torro)
- Negative Minus (1963)
- Power Sphere (1963, als Leo Brett)
- Radar Alert (1963, als Karl Zeigfreid)
- Reactor XK9 (1963, als John E. Muller)
- Special Mission (1963, als John E. Muller)
- The Alien Ones (1963, als Leo Brett)
- The Last Astronaut (1963, als Pel Torro)
  - Deutsch: Der letzte Astronaut. 1964.
- The Unseen (1963, als Lee Barton)
  - Deutsch: Die Blutsauger. 1974.
- The World That Never Was (1963, als Karl Zeigfreid)
- Through the Barrier (1963, als Pel Torro)
- World of Tomorrow (1963, als Karl Zeigfreid, auch als World of the Future, 1964)
- They Never Come Back (1963, als Leo Brett)
- The Strange Ones (1963, als Pel Torro)
- The Forbidden (1963, als Leo Brett)
- From Realms Beyond (1963, als Leo Brett)
- The Timeless Ones (1963, als Pel Torro)
- The Face of Fear (1963, als Pel Torro)
- Chaos (1964, als Thornton Bell)
- Dark Continuum (1964, als John E. Muller)
- Mark of the Beast (1964, als John E. Muller)
- No Way Back (1964, als Karl Zeigfreid)
- Projection Infinity (1964, als Karl Zeigfreid)
- Space No Barrier (1964, als Pel Torro, auch als Man of Metal, 1970)
- Space Trap (1964, als Thornton Bell)
- The Planet Seekers (1964, als Erle Barton)
  - Deutsch: Anders als wir Menschen. 1965.
- The Return (1964, als Pel Torro, auch als Exiled in Space, 1968)
- Beyond the Veil (1964, als Neil Thanet)
- The Man Who Came Back (1964, als Neil Thanet)
- Barrier 346 (1965, als Karl Zeigfreid)
- Beyond the Void (1965, als John E. Muller)
- Force 97X (1965, als Pel Torro)
- Neuron World (1965)
- Out of the Night (1965, als John E. Muller)
- The Exorcists (1965, als John E. Muller)
- The Girl from Tomorrow (1965, als Karl Zeigfreid)
- The Man from Beyond (1965, als John E. Muller)
- The Negative Ones (1965, als John E. Muller)
- The Triple Man (1965, mit Patricia Fanthorpe)
- Spectre of Darkness (1965, als John E. Muller)
- Phenomena X (1966, als John E. Muller)
- Survival Project (1966, als John E. Muller)
- The Shadow Man (1966, als Lee Barton)
  - Deutsch: Der Schattenmann. 1974.
- The Unconfined (1966)
- The Watching World (1966)
- The Black Lion (1979, mit Patricia Fanthorpe)
- The Eli Still Show (1985, mit Patricia Fanthorpe)

Sachliteratur
- The Holy Grail Revealed: The Real Secret of Rennes-le-Château (1982, mit Patricia Fanthorpe)
- The Story of St. Francis of Assisi (1989)
- The Oak Island Mystery: The Secret of the World’s Greatest Treasure Hunt (1995, mit Patricia Fanthorpe)
- Mysteries of the Bible (1999, mit Patricia Fanthorpe)
- Death – The Final Mystery (2000, mit Patricia Fanthorpe)
- Mysteries of Templar Treasure and the Holy Grail: The Secrets of Rennes Le Chateau (2004, mit Patricia Fanthorpe)
- Unsolved Mysteries of the Sea: An Eye-Opening Exploration of Lost Lands, Phantom Ships, and Dangerous Denizens of the Deep (2004, mit Patricia Fanthorpe)
- Mysteries and Secrets of the Templars: The Story Behind the Da Vinci Code (2005, mit Patricia Fanthorpe)